# Eva Drahošová
Eva Drahošová (* srpen 1951 Praha) je česká knihovnice, manželka senátora Jiřího Drahoše.

## Život

### Seznámení smanželem a profesní působení
Drahošová vystudovala pražskou Střední knihovnickou školu, kterou ukončila roku 1970. Když se pak po dvou letech po jejím absolvování (1972) konal v tehdejším Ústředním kulturním domě železničářů (ÚKDŽ), pozdějším Národním domě na Vinohradech, maturitní ples této školy, jako bývalá studentka školy jej navštívila a během tance zde poznala svého pozdějšího manžela Jiřího, který sem – coby student vysoké školy – přišel hledat někoho, kdo by mu pomohl s přepisem jeho diplomové práce. První rande spolu měli v Národní galerii.
Eva Drahošová byla v té době již zaměstnaná, a to v knihovně Geologického ústavu Československé akademie věd. Samotný ústav měl sídlo v pražském Suchdole, na severu města, ale knihovna se nacházela v centru, v Dittrichově ulici. Když se pak do Suchdola přestěhovala i knihovna, měli již Drahošovi byt na Jižním Městě a dojíždění přes celou metropoli bylo komplikované. Změnila proto působiště a přešla do knihovny Institutu průmyslového designu, která se nacházela v centru Prahy. Po narození dětí pracovala v pobočce Městské knihovny nedaleko svého bydliště na Jižním Městě. V roce 2010 odešla do penze a věnuje se rodině.

### Sňatek a rodina
Svatba se konala 21. června 1974 na Staroměstské radnici. Za svědkyni měla svou nejlepší kamarádku ze střední školy a Jiří Drahoš svého bratra Josefa. Na svatební cestu vyrazili na Zlaté Písky do Bulharska. Tam se seznámili s manželi Janou a Michalem Běhounkovými. Ona je architektkou a její manžel učil matematiku na Masarykově střední škole chemické v Praze. Obě rodiny se od té doby přátelí.
Do manželství se narodily dvě dcery. První Radka v roce 1979. Dvacet měsíců poté se narodila druhá dcera, Lenka. Obě vystudovaly obchodní akademii a po ní pokračovaly v ekonomických oborech na vysokých školách. V roce 1986 si manželé v Kamýku nad Vltavou koupili rozestavěný domek a přestavěli ho na svou chatu.

### Kandidatura Jiřího Drahoše na prezidenta
Poté, co Jiří Drahoš 28. března 2017 ohlásil ve svém rodném městě Jablunkově kandidaturu na prezidenta České republiky, doprovázela ho jeho manželka během volební kampaně. Po Drahošově postupu do druhého kola volby se ale manželé rozdělili a každý objížděl jinou část republiky, aby oslovili co možná nejvíce voličů. Ve volbě ale Drahoš nakonec neuspěl a prezidentem se na své druhé volební období stal Miloš Zeman.
Drahoš byl pak zvolen senátorem za Prahu 4.